# Gayle Forman
Pour les articles homonymes, voir Forman.
Gayle Forman est une auteure et une journaliste américaine née le 5 juin 1970.

## Biographie
Gayle Forman rédige des articles pour les revues Ciao Bella , Seventeen, Glamour, Elle et New York Times Magazine.  Elle vit à New York avec sa famille…
En 2010, son roman Si je reste a été adapté au cinéma, produit par Summit Entertainment ; Heitor Dhalia en est le réalisateur. Par la suite, Gayle Forman écrit un roman, Les cœurs fêlés, qui est en cours d'adaptation au cinéma par les producteurs de Twilight.

## Livres
- You Can't Get There From Here (2005)
- Si je reste, Oh ! éditions, 2009 (If I stay, 2009). Réédité en format poche chez Pocket en 2010, il raconte la vie de Mia une jeune violoncelliste.
- Là où j'irai, Oh ! éditions, 2010 (Where She Went, 2011). Suite de Si je reste, l'histoire est racontée du point de vue d'Adam et a lieu 3 ans après l'accident de Mia.
- Les cœurs fêlés, Oh ! éditions, 2010 (Sisters in sanity, 2007)
- Pour un jour avec toi, Kero, 2013 (Just one day, 2013). Pour un jour avec toi est le premier tome d’une trilogie de romans romantiques.
- Pour un an avec toi (Just one year)
- Pour une nuit avec toi (Just one night)
- J'étais là, Hachette, 2015 (ISBN 9782013975803, présentation en ligne)